# Caesar Cederfeldt
Knut Caesar Cederfeldt, född 13 augusti 1924 i Lund, död 24 augusti 1991 i Kiviks församling, var en svensk advokat.
Cederfeldt, som var son till polisuppsyningsman Oscar Cederfeldt och Ester Nilsson, avlade studentexamen vid Lunds privata elementarskola 1942 och blev juris kandidat vid Lunds universitet 1950. Efter tingstjänstgöring i Rönnebergs, Onsjö och Harjagers domsaga 1950–1952 var han biträdande jurist vid Malmö stads rättshjälpsanstalt 1952–1960 och förste jurist där från 1960. Han blev ledamot av Sveriges Advokatsamfund 1955. Han hade som gymnasist haft John Karlzén som lärare och kom under studentåren att göra sig känd som aforistiker ( i Vox II, kalender utgiven av Litterära Studentklubben i Lund, 1947). Han var sekreterare i Skånes konstförening 1962–1967.